# Armoiries imaginaires
Les armoiries imaginaires sont les armes attribuées à des personnages de fiction, à des symboles personnalisés, ou à des personnes, morales ou physiques, dont l'existence est antérieure à la naissance des armoiries.
Langage symbolique, l'héraldique peut représenter des êtres imaginaires. Les artistes qui ont créé des armes imaginaires l'ont toujours fait volontairement, mais ils ont pu être copiés par d'autres artistes les pensant authentiques.
L'historien français Michel Pastoureau indique que l'étude des armes imaginaires est « le plus riche  des terrains d'enquête héraldique ouverts depuis la seconde moitié du XXe siècle ».     
Ce type de création, né avec l'héraldique, est toujours actif de nos jours.

## Les différents types d'armoiries imaginaires au Moyen Âge
Michel Pastoureau a proposé la catégorisation suivante pour les porteurs d'armoiries fictives produites  au Moyen Âge :
- Figures historiques véritables de l'Antiquité et du Haut Moyen Âge : rois de Rome, grandes figures grecques et romaines, papes, empereurs et rois du Haut Moyen Âge. Les armoiries les plus souvent représentées  sont portées par
  - Alexandre le Grand[2],
  - Jules César[3]
  - Charlemagne[4],
  - les Neuf Preux[5], et
  - les rois de l'Heptarchie anglo-saxonne.
- Personnages de la mythologie gréco-romaine, en particulier les personnages liés à la Guerre de Troie[6] comme Hector ou Ulysse.
- Personnages des mythologies germaniques et scandinaves : les exemples sont moins nombreux que ceux issus de la mythologie gréco-romaine : Odin, Thor, Siegfried et les héros des Nibelungen[7].
- Personnages véritables ou supposés tels ayant vécu ou vivant hors de la Chrétienté : émirs et sultans, Attila, l'empereur de Chine et les princes de son entourage[8].
- Personnages bibliques, par exemple, Adam, Abraham, Moïse, Josué[9], les Rois mages[10].
- Figures du christianisme : la Sainte Trinité (écu chargé d'un pairle) et les personnes divines, Marie et les apôtres, saints historiques et légendaires, Satan et ses créatures[11].
- Personnages, royaumes et lieux créés par l'imagination médiévale, par exemple : le Prêtre Jean, les Neuf Preuses[12], les Meilleurs Trois[13].
- Héros littéraires : Roland et ses compagnons[14], les figures des romans germaniques[15], Arthur et ses compagnons.
- Personnifications diverses : vices et vertus, personnifications allégoriques (comme dans le Roman de la Rose), figures animales à caractère humain (comme dans le Roman de Renart), fleuves, vents et parties du monde.

Un autre domaine où fleurit la création d'armes imaginaires est le monde musulman. De l'analyse. de Fanny Caroff ressort la volonté de discréditer l'adversaire - l'infidèle - par des éléments à connotation péjorative :  

« L'emploi et l'association de certaines couleurs, qui peuvent être partagés par toutes les catégories de personnages déconsidérés, permettent également de souligner des différences entre les protagonistes. L'or, le sable (noir) et le gueules (rouge) sont les couleurs les plus employées dans les armoiries imaginaires des musulmans : le sable est généralement l'émail retenu pour les meubles, le gueules pour le champ, tandis que l'or sert aux deux. L'association d'un meuble de sable sur fond or est la plus usitée : viennent ensuite les unions sable/gueules et or/gueules. Ce sont, de façon générale, les trois couleurs qui expriment le plus fréquemment le péjoratif dans les armoiries imaginaires. L'imagier peut aussi transgresser la règle du blason relative à la juxtaposition des émaux et des métaux : l'infraction la plus répandue consiste alors à associer le sable et le gueules. Il peut encore utiliser deux émaux semblables distingués seulement par une légère différence de gamme chromatique. Ces combinaisons, impossibles dans les armoiries véritables dont les couleurs sont abstraites et absolues, se rencontrent principalement dans les figures géométriques du XIIIe siècle. Une autre formule consiste à appliquer des couleurs n'appartenant pas aux émaux et métaux du blason : c'est ainsi que le rose et le beige (du blanc cassé au marron) apparaissent dans les sources étudiées. De façon générale, près de la moitié des combinaisons retenues par les imagiers constitue des infractions. »

Ce type d'infraction volontaire dévalorisante se retrouve également dans les armes de Satan.
La volonté de dévaloriser n'est pas la seule des raisons pour lesquelles les armes fictives ne respectent parfois pas les règles de l'héraldique. S'y ajoute notamment la probable méconnaissance de ces règles.

## L'héraldique imaginaire après le Moyen Âge

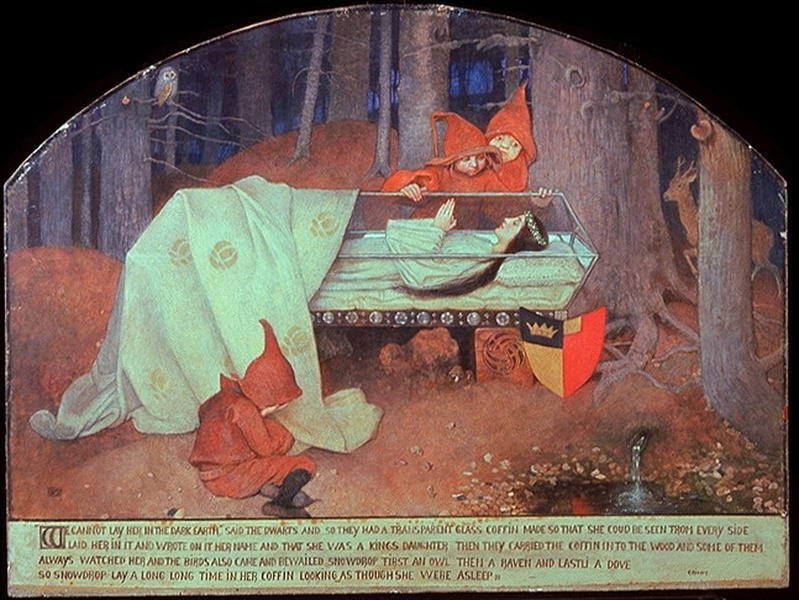
Blanche-Neige et ses armes imaginaires.

La création d'armoiries imaginaires n'a pas cessé avec le Moyen Âge mais la forme et le fond évoluent selon les idéaux des époques concernées. 
Au XVIe siècle, Jérôme de Bara, auteur et artiste parisien fit imprimer plusieurs éditions de son maître-livre : Blason des armoiries, « auquel est montrée la manière de laquelle les Anciens & Modernes ont usé en icelles. » Il s'agit d'un ouvrage largement consacré à l'héraldique imaginaire. Il est dédié dans l’édition de 1579, à monsieur de Langes, conseiller du roi et sénéchal de Lyon. Deux odes en latin, l'une de François Béroalde et l'autre de Nicolas le Digne et trois sonnets (dont un de Le Digne) lui sont dédiés au début de son livre. Ils témoignent qu’il fut un artiste très estimé et que l'héraldique imaginaire continua d'intéresser au-delà du Moyen Âge.
Au XIXe siècle, il faut citer Honoré de Balzac qui constelle sa Comédie humaine d'armes imaginaires.  
Vers 1880, l'artiste peintre d'origine autrichienne Marianne Stokes dota le personnage de Blanche-Neige d'armes imaginaires.
À l'époque contemporaine, un regain est constaté en particulier dans la fantasy, principalement dans des sous-genres comme le médiéval-fantastique ou la fantasy arthurienne, dans lesquels apparaissent de nouvelles armoiries imaginaires. Le plus souvent celles-ci sont fautives et imblasonnables. Ceci résulte non de la volonté de discréditer un porteur comme au Moyen Âge, mais le plus souvent de la méconnaissance des règles de l'héraldique.

## Armorial des armes imaginaires
Le nombre d'armes imaginaires étant très important, certaines « familles » font l'objet d'un armorial spécifique :
- Armorial des Chevaliers de la Table Ronde.

### Armes de personnages issus de la Bible
| Image | Nom du porteur et blasonnement                                           |
| ----- | ------------------------------------------------------------------------ |
|       | Balthazar D'or à un homme de sable vêtu de gueules.                      |
|       | Gaspard D'azur au croissant tourné d'or accompagné d'une étoile du même. |
|       | Melchior D'azur semé d'étoiles d'or.                                     |
|       | David D'azur à la harpe d'or                                             |
|       | Josué D'argent à un dragon de sinople.                                   |

### Armes de personnages issus de la mythologie grecque
| Image | Nom du porteur et blasonnement |
| ----- | --- |
|       | Hector De gueules au lion d'or assis sur un trône d'argent, tenant de sa senestre un fourreau de sable et de sa dextre une épée d'argent sortant de ce fourreau. |
|       | Priam D'azur aux deux lions passant d'or. |

### Armes de personnages issus duHaut Moyen Âge
| Image | Nom du porteur et blasonnement                                                                                          |
| ----- | --- |
|       | Clovis D'or à trois crapauds de sable.                                                                                  |
|       | Charlemagne Parti au 1 d'or à l'aigle de sable, au 2 d'azur au semis de fleurs de lys d'or.                             |
|       | Édouard le Confesseur D'azur à la croix florencée cantonnée de quatre merlettes et soutenue d'une, tous d'or.           |
|       | Roland D'or au lion de gueules, à la bordure engrêlées de sable.                                                        |
|       | Roi Arthur D'azur à trois couronnes d'or.                                                                               |
|       | Royaume d'Essex De gueules à trois badelaires d'argent garnis d'or posés en bande la pointe à senestre et rangé en pal. |
|       | Palamède Échiqueté d'argent et de sable.                                                                                |

### Armes issues de laComédie humainedeBalzac
| Image | Nom du porteur et blasonnement |
| ----- | --- |
|       | Princesse de Blamont-Chauvry Ecartelé de gueules à un pal de vair, flanqué de deux mains appaumées de carnation et d'or à deux lances de sable mises en chevron. |
|       | Casteran Tiercé en fasce d'azur, de gueules et de sable, au cheval élancé d'argent, ferré d'or. Le terme correct pour le cheval est « courant », élancé se dit pour le cerf. le cheval doit être blasonné "brochant sur le tout", Tel que, il seait seulement meuble du 3, (de sable) |
|       | Victurnien d'Esgrignon D'or à deux bandes de gueules . |
|       | Lucien de Rubempré De gueules, au taureau furieux d'argent dans un pré de sinople. |

### Armes issues duSeigneur des anneaux
| Image | Nom du porteur et blasonnement |
| ----- | --- |
|       | Maison de la Harpe (La Chute de Gondolin) De sable à la harpe d'argent. |
|       | Gardes du corps de Tuor (La Chute de Gondolin) D'azur à une aile d'argent. |
|       | Maeglin (La Chute de Gondolin) De sable plain. |
|       | Le royaume d'Arnor De sable à une étoile d'argent. |
|       | Le roi de Gondor De sable à l'arbre arraché et épouillé d'argent surmonté d'une couronne du même, sous une voûte de sept étoiles à huit rais aussi d'argent. |
|       | L'Intendant du Gondor (régent, les rois ayant disparu) D'argent plain. |
|       | Principauté de Dol Amroth D'azur au navire d'argent en forme de cygne, gréé du même, faisant force de voiles sur une mer du champ ondoyée de sable. |
|       | Le royaume de Rohan De sinople au cheval courant d'argent. |
|       | Harad De gueules au serpent de sable. Armes fausses (sable sur gueules), peut-être à cause de la malignité des Haradrim, ou en raison du désintérêt et méconnaissance de ce peuple barbare concernant les règles du blason.                                                 |
|       | Isengard (sous le règne de Saruman) De sable à une main senestre d'argent. |
|       | Mordor De sable à un œil de gueules. Différences entre dessin et blasonnement : le meuble figuré n'est pas un œil. Cet écu (gueules sur sable) contrevient à la règle de contrariété des couleurs. Comme pour Satan, et pour la même raison, c'est sans doute intentionnel. |
|       | Minas Morgul (sous le règne des Nazgûl) De sable au croissant d'argent enserrant une tête de mort du même. Cet écu-ci obéit à la règle de contrariété des couleurs mais l'ajout d'une tête de mort au croissant de lune de Minas Ithil ne l'en rend pas moins effrayant.    |

### Armes issues duTrône de Fer
| Image | Nom du porteur et blasonnement |
| ----- | --- |
|       | Maison Greyjoy De sable au kraken d'or. |
|       | Maison Stark D'argent au loup-garou de fer. |
|       | Maison Arryn D'azur au croissant mi-tourné d'argent, accompagné en canton par un faucon du même. |
|       | Maison Lannister De gueules au lion d'or. |
|       | Maison Tully Burelé ondulé de seize pièces de gueules et d'azur à la truite d'argent. * Il y a là non-respect de la règle de contrariété des couleurs : ces armes sont fautives (gueules sur azur). |
|       | Maison Targaryen De sable au dragon tricéphale de gueules. * Il y a là non-respect de la règle de contrariété des couleurs : ces armes sont fautives (gueules sur sable).                           |
|       | Maison Baratheon D'or au cerf cabré de sable. |
|       | Maison Martell D'orangé au soleil de gueules traversé d'une lance d'or. * Il y a là non-respect de la règle de contrariété des couleurs : ces armes sont fautives (gueules sur orangé).             |
|       | Maison Tyrell De sinople à une rose d'or. |

### Autres
| Image | Nom du porteur et blasonnement |
| ----- | --- |
|       | Beauxbâtons D'azur à deux baguettes d'or passées en sautoir accompagnées en chef de six étoiles d'argent, trois à dextre, trois à senetre. |
|       | Blanche-Neige Parti d'or au chef de sable à une couronne à l'antique du champ ; et de gueules à un franc-canton d'or. |
|       | César-Antéchrist (Alfred Jarry) D'or à la fasce de sable. |
|       | Clochemerle-en-Beaujolais D'argent à une vespasienne de sinople sommée d'une cloche de gueules, accostée de deux merles affrontés de sable becqués aussi de gueules, perchés sur les parois latérales de la vespasienne. |
|       | Héraldique D'argent à six écusons posées 3-2-1, de gueules, d'or*, d'azur, de sable, de sinople et de pourpre. * Il y a là non-respect de la règle de contrariété des couleurs : ces armes sont fautives (Or sur argent. Pour symboliser l'héraldique, cette faute est surprenante.). |
|       | Theuca, l'une des Preuses Coupé d'or et d'azur, au lion de l'un en l'autre armé et lampassé de gueules. |
|       | Micocolambos D'azur à trois couronnes d'argent. |
|       | Godefroy de Montmirail Godefroy Amaury de Malefète, comte de Montmirail, d'Apremont et de Papincourt, dit « le Hardi » Tiercé en chevron : en 1, d'azur à deux alérions de gueules ; au 2, de sinople à la tour de gueules, ouverte et ajourée de sable ; au 3 d'or. Personnage interprété par l'acteur Jean Reno dans les films : Les Visiteurs, Les Visiteurs 2 et Les Visiteurs 3. Ce sont des Armes à enquerre. * Il y a là non-respect de la règle de contrariété des couleurs : ces armes sont fautives (Gueules sur azur, gueules sur sinople ). |
|       | Lord Saint Simon D’azur, aux trois chausse-trapes en chef et à la fasce de sable. * Il y a là non-respect de la règle de contrariété des couleurs : ces armes sont fautives (sable sur azur). |
|       | Sainte Trinité De gueules au « scutum fidei » d'argent. |
|       | Satan De gueules à la fasce d'or accompagné de trois crapauds de sinople * Il y a là non-respect de la règle de contrariété des couleurs : ces armes sont fautives (sinople sur gueules : la faute peut se comprendre comme volontairement dévalorisante.). |

## Galerie héraldique imaginaire
Les armes imaginaires ont été reproduites sur des tapisseries, des sculptures, des enluminures.

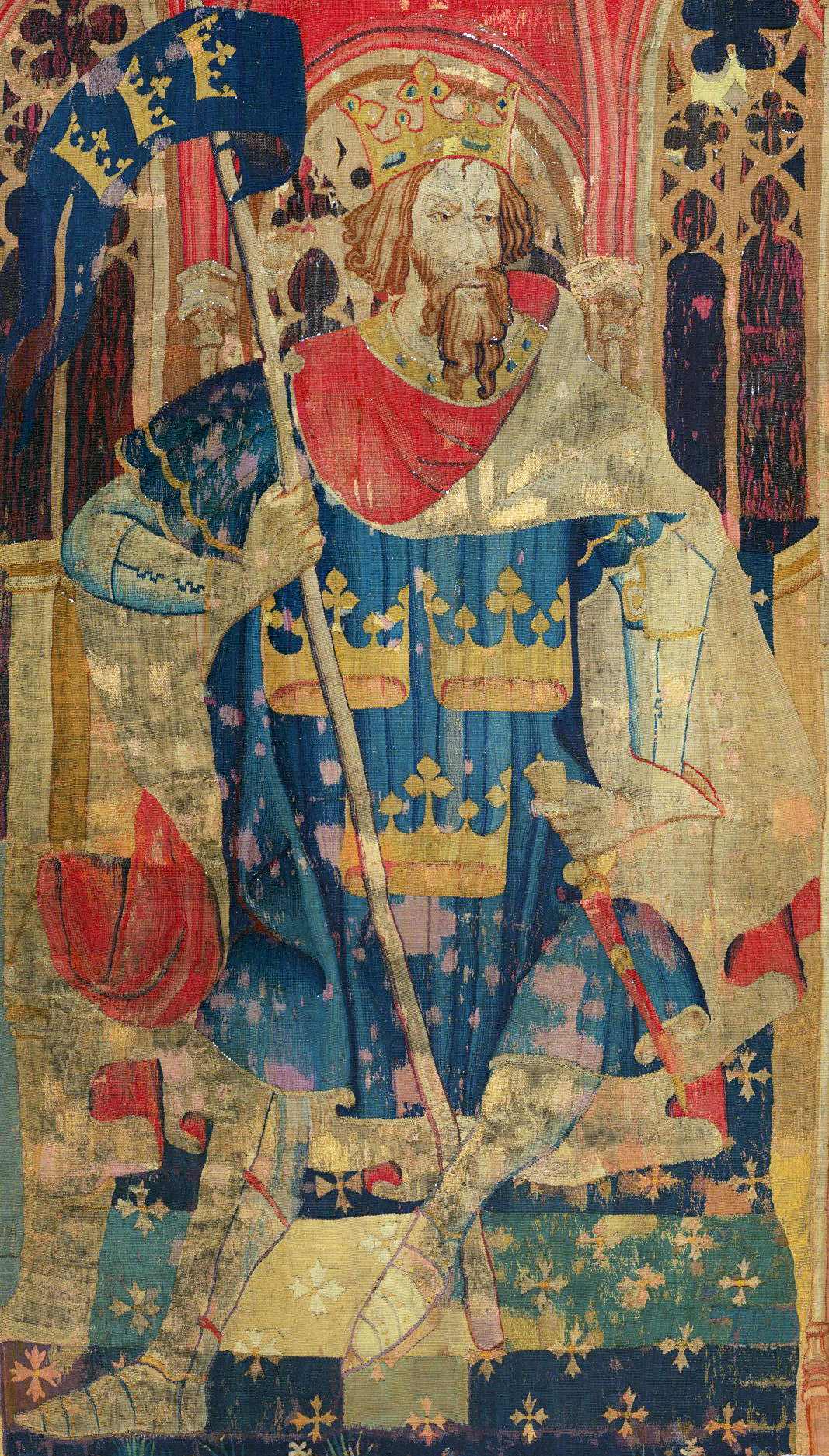
Le roi Arthur représenté comme l'un des Neuf Preux avec ses armes imaginaires : d'azur à trois couronnes d'or (détail d'une tapisserie datée des environs de 1385).
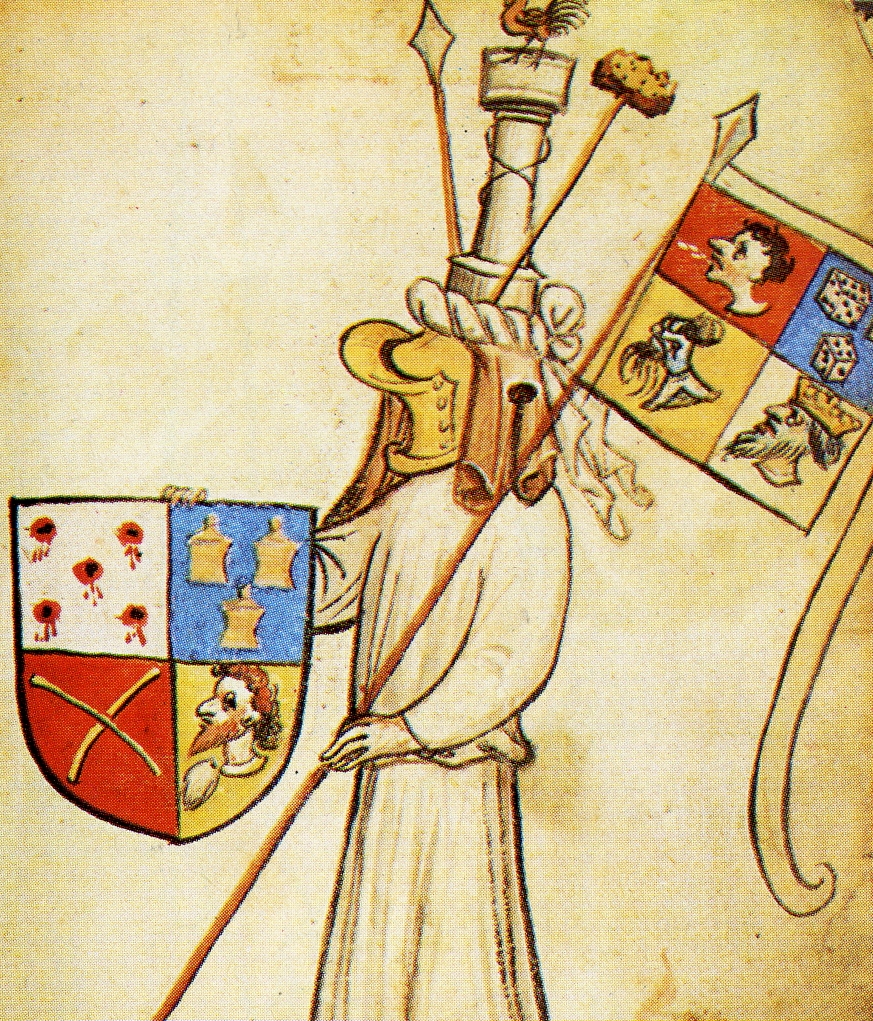
Des armoiries imaginaires attribuées à Jésus inspirées des instruments de la Passion, d'après l'armorial Hyghalmen (milieu du XVe siècle).
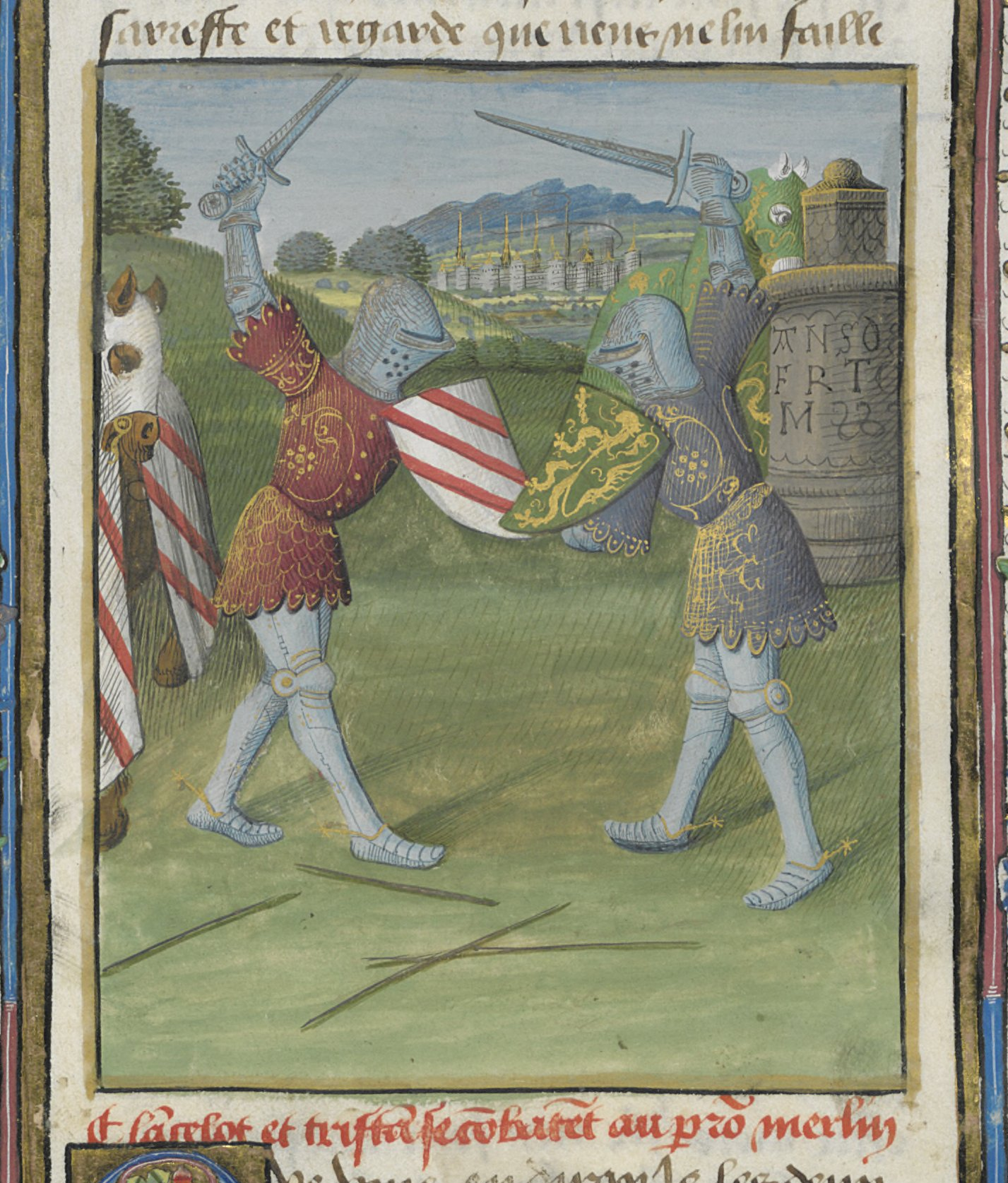
Lancelot, arborant un écu d'argent à trois bandes de gueules, affronte Tristan en combat (enluminure d'Évrard d'Espinques, BNF Fr.116, 1475).
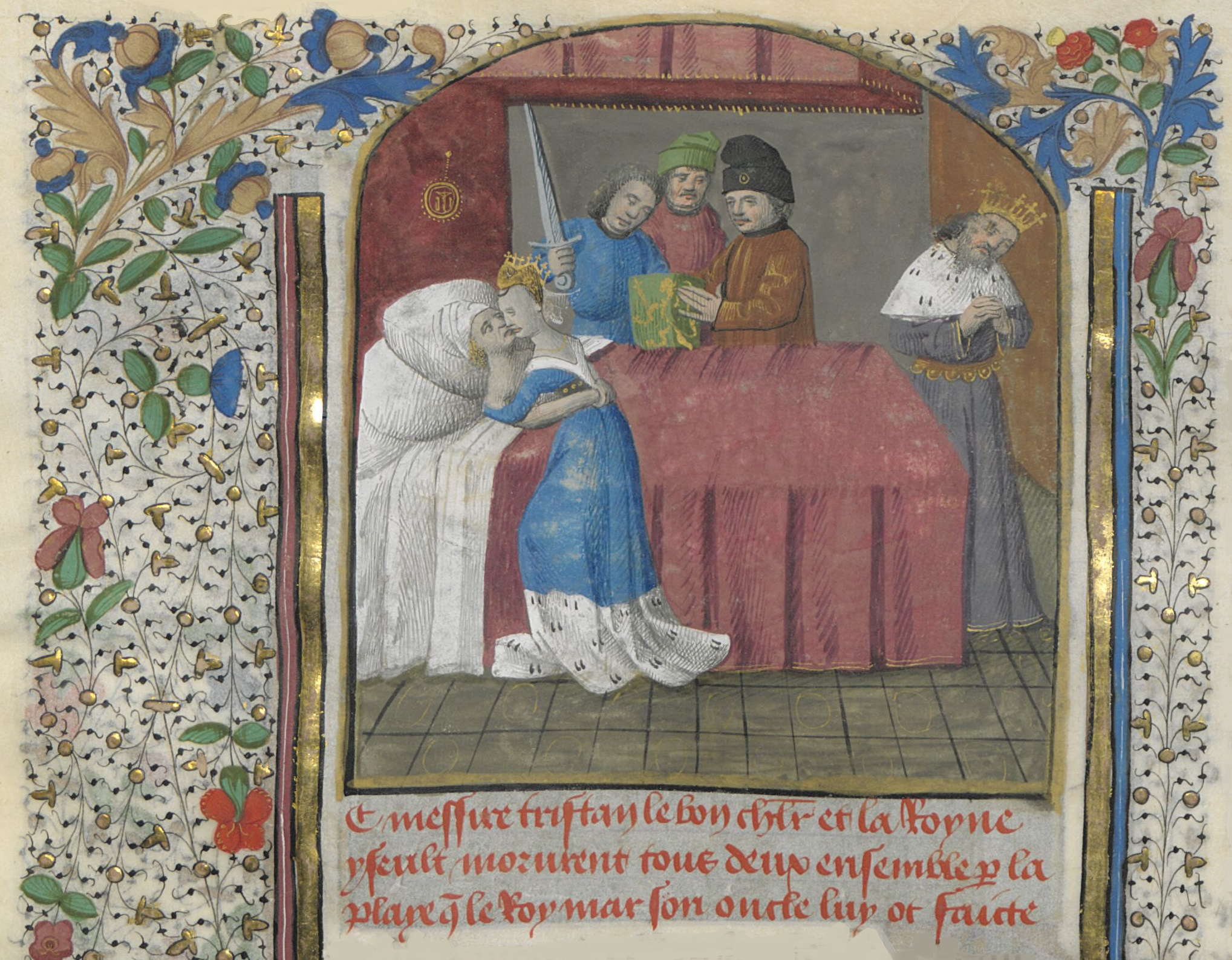
Tristan mourant et embrassant Iseult, trois personnages portant ses armes de sinople au lion d'or (enluminure de Tristan de Léonois, XVe siècle, BNF).